# Tremella exigua
Tremella exigua är en svampart som beskrevs av Desm. 1847. Tremella exigua ingår i släktet Tremella och familjen Tremellaceae.  Arten är reproducerande i Sverige. Inga underarter finns listade i Catalogue of Life.